# 국도 제7호선 (일본)
일본 7번 국도(일본어: 国道7号→국도 7호)는 일본 니가타현 니가타시부터 아오모리현 아오모리시를 잇는 총 연장 559.6 km의 거리를 이루는 일본의 일반 국도이다.

## 주요 경유지
- 니가타현
  - 니가타시 주오구 - 니가타시 히가시구 - 니가타시 기타구 - 기타칸바라군 세이로정 - 시바타시 - 다이나이시 - 무라카미시

- 야마가타현
  - 쓰루오카시 - 히가시타가와군 미카와정 - 사카타시 - 아쿠미군 유자정

- 아키타현
  - 니카호시 - 유리혼조시 - 아키타시 - 가타가미시 - 미나미아키타군 이카와정 - 미나미아키타군 고조메정 - 미나미아키타군 하치로가타정 - 야마모토군 미타네정 - 노시로시 - 기타아키타시 - 오다테시

- 아오모리현
  - 히라카와시 - 미나미쓰가루군 오와니정 - 히로사키시 - 히라카와시 - 미나미쓰가루군 후지사키정 - 아오모리시